# Boekenmarkt-prijs
De Boekenmarkt-prijs was de opvolger van de Bijenkorf-literatuurprijs. Hij werd ingesteld in 1958 en toegekend voor zowel poëzie als proza.
Het prijzengeld bedroeg 1000 of 2000 gulden.

## Winnaars
| Jaar | Auteur                | Boek of oeuvre             | ISBN code     |
| ---- | --------------------- | -------------------------- | ------------- |
| 1958 | Herman van den Bergh  | zijn gehele oeuvre         |               |
| 1959 | Hans Andreus          | De Kikado                  |               |
| 1960 | J.J.C.P. Wilson       | Van Warschau tot Hirosjima |               |
| 1961 | Aya Zikken            | De atlasvlinder            | 9789045016450 |
| 1962 | Leo Vroman            | Twee gedichten             |               |
| 1963 | Aster Berkhof         | zijn gehele oeuvre         |               |
| 1964 | Jaap ter Haar         | zijn jeugdboeken           |               |
| 1965 | J.W. Schulte Nordholt | zijn gehele oeuvre         |               |
| 1966 | Dick Hillenius        | Tegen het vegetarisme      |               |